# Мугал, Джавед Икбал
Джаве́д Икба́л Му́гал (урду جاوید اقبال مغل‎, 1961 — 8 или 9 октября 2001) — пакистанский серийный убийца, насильник и педофил, за пять месяцев 1999 года лишивший жизни не менее 100 мальчиков и юношей. Считается самым массовым и жестоким убийцей в истории Пакистана.

## Биография

### Жизнь до убийств. Первые преступления
Джавед Икбал Мугал родился в 1961 году. Семья будущего маньяка жила обеспеченно: отец, Мухаммад Али Мугал (ум. ок. 1992/93), был известным в Лахоре предпринимателем, владел заводом по производству стальных труб, а также несколькими магазинами; мать, Зохра Первин, была домохозяйкой. Всего у пары было девять детей, включая одного приёмного.   
Джавед Икбал рос вспыльчивым, скандальным ребёнком: задирал сверстников, часто истерил, шантажировал родителей (порой доходя до угроз самоубийством), когда те ему в чём-либо отказывали; братья Джаведа Икбала сообщали о его интересе к оружию и фильмам со сценами насилия. Однажды вместе с друзьями обвинялся в попытке поджога, жертвой которого едва не стал школьный учитель подростков; хотя прямых доказательств вины Джаведа Икбала не нашлось, именно его посчитали «идейным вдохновителем» покушения, т. к. пострадавший учитель питал к мальчику особую неприязнь. Сам Джавед Икбал настаивал, что обвинение было ложным. 
Несмотря на проблемы в поведении, Джавед Икбал хорошо учился, а родители любили и всячески баловали сына, в том числе финансово. При помощи отца Джавед Икбал ещё в студенческие годы стал владельцем мастерской по переработке стали. В конце 70-х, участвуя в митинге против премьер-министра Зульфикара Али Бхутто, Джавед Икбал был ранен полицейскими, длительное время провёл в больнице и был вынужден оставить учёбу в колледже, после чего целиком переключился на управление мастерской.
Педофилические наклонности Джаведа Икбала Мугала, вероятно, начали проявляться в юношестве; не исключено, что незадолго до этого он сам мог подвергнуться сексуальному насилию. Жертв Мугал подыскивал различными способами: так, с помощью детских журналов он заводил юных «друзей» по переписке, которым предлагал обменяться фотографиями, и отправлял понравившимся мальчикам подарки; подростков из неблагополучных семей приглашал на работу в свою мастерскую.  Многочисленные торгово-развлекательные заведения, которыми Мугал владел уже в зрелые годы, открывались им так же с единственной целью — иметь постоянный доступ к детям. Одним из таких заведений был салон видеоигр, привлекавший детей возможностью играть за небольшие деньги или вовсе бесплатно. Излюбленной тактикой Мугала было оставить на полу салона купюру и, затаившись, ждать, пока какой-нибудь мальчик её не поднимет. Вора Мугал брал с поличным и отводил в подсобную комнату, где подвергал «обыску» с раздеванием и последующим изнасилованием; украденные деньги нередко возвращались жертве в качестве «жеста доброй воли» и платы за молчание. В середине 90-х Мугал попытался открыть школу, однако его замысел провалился: жители наотрез отказались отдавать в неё детей, зная о репутации владельца.
Родители Мугала, также осведомлённые об отклонениях сына, неоднократно уговаривали его жениться — очевидно, надеясь, что близость с женщиной изменит его сексуальные предпочтения. Однажды Мугал поддался на уговоры и выбрал себе невесту; с помощью брака он надеялся не столько «влиться» в общество, сколько быть ближе к брату-подростку избранницы. Впоследствии Мугал выдал собственную сестру за другого сожительствовавшего с ним юношу. Всего Мугал был женат дважды (в 1983 и 1992 годах), однако ни один из этих браков не продлился дольше нескольких месяцев: обе женщины, узнав о том, что Мугал — педофил, ушли от него и оборвали с бывшим мужем все контакты; по другой версии, одна из жён сбежала от Мугала после того, как тот попытался её изнасиловать, причём в «извращённой форме». Мугал был отцом двоих детей, сына и дочери, однако участия в их воспитании не принимал.
Ещё до серии убийств Мугал неоднократно попадал в поле зрения полиции за домогательства к детям, однако благодаря связям, а зачастую и подкупу, уходил от справедливого наказания. Так, в конце 1990 года Мугал был обвинён в изнасиловании 9-летнего мальчика, но из-за вмешательства своего влиятельного отца отделался лишь шестью месяцами заключения. После аналогичного нападения на другого ребёнка местный суд старейшин вынес ещё более мягкий приговор: извиниться перед жителями района, где произошло преступление. Вскоре Мугал переехал в другой район Лахора, где почти сразу стал искать новых жертв.
Зимой 1998 года Мугал заманил к себе в машину двух мальчиков девяти и одиннадцати лет, где, угрожая оружием, принудил к половому акту. После изнасилования Мугал назначил жертвам повторную встречу через несколько дней. Мальчики согласились прийти, однако взяли с собой отца, которому рассказали о случившемся; схватив насильника, мужчина сдал его полиции. В скором времени, однако, Мугал вновь оказался на свободе — в качестве меры пресечения суд избрал лишь денежный залог. В сентябре того же года Мугал познакомился с двумя подростками, которых под предлогом устроить на работу привёл к себе домой; там Мугал, вероятно, напал на мальчиков, однако встретил яростное сопротивление жертв; получив серьёзные травмы головы и позвоночника, Мугал 22 дня находился в коме, а после выписки некоторое время оставался парализован. Чтобы оплатить лечение, Мугалу пришлось продать почти всё имущество, включая жильё. Оставшихся денег хватило на аренду дома в трущобах Лахора, куда Мугал переехал вместе со своей престарелой матерью Зохрой Первин — женщина взяла на себя уход за парализованным сыном. Нападение на Мугала  стало большим ударом для Зохры: через несколько месяцев она перенесла сердечный приступ и вскоре скончалась. Отчаяние и горе, пережитые женщиной, а впоследствии — её смерть якобы побудили Мугала «мстить» детям.
«Мои мучения сгубили маму. Мои убийцы, пытаясь прикончить меня, убили маму. И я отомщу, заставив страдать сотню других матерей»,— из дневников Мугала.

### Убийства
В конце ноября 1999 года Мугал отправил полиции письмо, в котором признался в убийстве ста мальчиков — преимущественно беглецов и сирот, живших на улицах Лахора, а также детей, приехавших из других городов в надежде найти работу. Маньяк утверждал, что под предлогом дать еды или возможность подзаработать заманивал детей к себе в дом, где угощал водой или соком с подмешанным снотворным или сильнодействующим успокоительным; впавших в беспамятство жертв насиловал, после чего душил железной цепью; в некоторых случаях орудием убийства становилась кислородная маска, через которую Мугал заставлял жертв вдыхать пары цианида и кислоты. Останки, предварительно расчленённые, Мугал растворял в смеси соляной и серной кислот. За бочку кислоты Мугал отдавал 120 рупий — примерно 2,40 долларов США; позже, на суде, он цинично отмечал, что именно в такую сумму ему обходилось уничтожение каждой жертвы. От жидкости с растворившимися телами Мугал поначалу избавлялся, сливая её в канализацию, а впоследствии, опасаясь быть разоблачённым соседями — в реку Рави. 
Искать жертв, участвовать в расправах и избавляться от трупов маньяку помогали трое подростков: 17-летний Шехзад (более известный как Саджид), Мухаммад Сабир (12—13 лет) и Мухаммад Надим (9—10 лет); впрочем, дневники Мугала и его показания на суде позволяют предположить, что сообщников было больше.
Первое убийство Мугал совершил 20 июня 1999 года, отравив химикатами 15-летнего мальчика по имени Ясир. После этого Мугал, по собственным же словам, стал убивать почти ежедневно, иногда — по несколько детей сразу. Среди первых жертв Мугала оказался его 14-летний работник, который, как опасался маньяк, мог стать свидетелем его преступлений и рассказать о них. Одним из последних (и наиболее известных благодаря вниманию прессы) преступлений в серии стало убийство подростка-массажиста Иджаза Мухаммада — мальчик из бедной семьи поверил обещаниям Мугала щедро заплатить за массаж. Иджаз и двое других детей были единственными жертвами, чьи останки удалось обнаружить; как позже заявил сам Мугал, эти тела он сохранил, чтобы полиция не поставила его признания в убийствах под сомнение. Самым младшим из убитых Мугалом мальчиков было не более шести лет. Своеобразным «трофеем» для Мугала служила одежда убитых детей, которую тот хранил у себя дома; впоследствии маньяк придумал ещё один ритуал: фотографировать жертву перед убийством.
Из признаний Мугала стало также известно об убийстве им 16-летней беременной девушки — с ней Мугал расправился по просьбе либо племянника, либо одного из сообщников, желавшего скрыть факт добрачной связи (в Пакистане секс вне брака считается прелюбодеянием). В другой записи Мугал утверждал, что однажды помог избавиться от тела мужчины, которого убили знакомые маньяка. В то же время канадский психиатр Халид Сохаил, общавшийся с Мугалом лично, сомневался в достоверности некоторых эпизодов, в частности, убийства девушки: ни фотографий, ни личных вещей убитой, в противоположность случаям с другими жертвами, у Мугала найдено не было; Сохаил считал, что у Мугала вследствие травм головы могла развиться  склонность к патологической лжи. 
Поначалу полиция отнеслась к письму Мугала скептически; навестив подозреваемого, полицейские не стали даже осматривать его дом; когда на вопрос об убийствах Мугал впал в истерику и, схватив пистолет, стал угрожать суицидом, полицейские, посчитав Мугала душевнобольным, поспешили уйти. Расследование возобновилось только после того, как делом заинтересовались журналисты — прежде чем пуститься в бега, Мугал отправил копию письма в редакцию одной из газет. Во время обысков в доме Мугала были найдены фотографии убитых мальчиков, их вещи (включая одежду), две бочки кислоты с останками последних жертв и дневники, где Мугал документировал не только подробности убийств, но также информацию о каждой жертве (имя, возраст, адрес и пр.). В числе улик оказались орудия убийства — цепь и кислородная маска, — а также многочисленные следы крови на полу и стенах. Полицейские отмечали, что почти все поверхности и предметы в доме были покрыты остатками человеческих волос (чтобы раствориться в кислоте, волосам требуется гораздо больше времени, чем другим частям тела). 
В отправленных письмах Мугал заявил, что собирается утопиться в реке Рави; дно реки прочесали с помощью сетей, однако труп Мугала найти не удалось. Осознав, что предсмертная записка была попыткой пустить следствие по ложному следу, полицейские развернули крупнейшую в истории страны облаву. Вскоре был арестован знакомый Мугала, подозревавшийся в продаже ему кислоты — 32-летний Мухаммад Исхак по прозвищу «Билла». Через несколько дней, во время допроса в местном центре по расследованию преступлений, Исхак погиб — по словам полицейских, выбросившись из окна на третьем этаже. Вскрытие показало, что мужчину пытали.

### Арест, следствие и суд
Мугал был арестован 30 декабря 1999 года, когда пришёл в редакцию газеты Daily Jang и добровольно сдался её сотрудникам; решение сдаться именно журналистам объяснил уверенностью, что полицейские непременно убили бы его. Из редакции Мугала вывели, предварительно скрыв его лицо под тканью — из опасений, что горожане узнают и линчуют убийцу. В тот же день в городе Сохава  задержали двоих помогавших Мугалу подростков — Саджида и Мухаммада Надима, пытавшихся обналичить в банке дорожные чеки маньяка. Последний из сообщников, Мухаммад Сабир, был взят 12 января 2000 года; мальчика привёл в полицию отец.
Поначалу Мугал не отрицал совершённых им убийств. На одном из допросов он заявлял, что при желании мог расправиться с куда бо́льшим количеством детей и остаться вне подозрений. Уже на суде Мугал изменил показания: теперь убийца утверждал, что был невиновен и оговорил себя из-за давления следователей. Мугал настаивал, что лишь инсценировал убийства, чтобы показать бедственное положение пакистанских детей и угрозы, с которыми те могут столкнуться, а за останки, обнаруженные в его доме, выдавал части туш животных (подтвердить или опровергнуть данное утверждение не удалось, поскольку первая ДНК-лаборатория появилась в Пакистане только в 2006 году). Пропавшие мальчики, по словам Мугала, либо вернулись домой, либо стали жертвами других педофилов. Ни один из якобы вернувшихся детей так и не был найден живым.  
В общей сложности показания против Мугала дали более ста человек. На суде убийца, по воспоминаниям очевидцев, был спокоен, даже весел; его сообщники и вовсе не обращали внимания на процесс, смеясь и разглядывая вырезки из газет со своими фотографиями.

### Наказание
16 марта 2000 года Мугал был приговорён к смертной казни. По заключению, основанному на шариатской правовой концепции кисас («око за око»), Мугал должен был быть казнён тем же способом, каким расправлялся с жертвами: задушен цепью, расчленён и растворён в кислоте; причём разделить труп полагалось на сто кусков — по одному за каждого убитого ребёнка. За уничтожение трупов Мугал получил 700-летний тюремный срок.
Смертный приговор был также вынесен Саджиду, самому старшему из сообщников Мугала: на совести юного преступника было соучастие в 98 убийствах. Мухаммад Надим и Мухаммад Сабир, первый из которых был причастен к 13 убийствам, а второй — к трём, получили фактически пожизненные сроки заключения — 273 и 63 года соответственно.
Хотя смертная казнь как исключительная мера наказания использовалась в пакистанском законодательстве того времени достаточно широко, приговор маньяку вызвал в стране неоднозначную реакцию. В то время как сторона обвинения и родители жертв настаивали на публичной казни Мугала, правозащитники заявляли о недопустимости такого рода мер. Асма Джахангир, специальный докладчик ООН по вопросам внесудебных, суммарных и произвольных казней, посчитала приговор Мугалу «варварством» и «пробуждением в обществе фашистских инстинктов».
К части приговора, предписывавшей расчленить труп Мугала, негативно отнеслись местные религиозные организации. Так, Совет исламской идеологии объявил приговор несоответствующим учению шариата о сохранении достоинства тела человека. Совет заявил, что такой приговор может привести к непониманию и искажению исламских предписаний как в самом Пакистане, так и за его пределами.
Под давлением правозащитников дело Мугала было передано на пересмотр сначала в вышестоящий суд Лахора, а затем — в шариатский суд. Однако конечного решения озвучено так и не было: за несколько дней до его оглашения, 9 октября 2001 года, власти тюрьмы Кот-Лахпат объявили о внезапной смерти Мугала.

### Смерть
Утром 9 октября 2001 года Мугал и его сообщник Саджид, содержавшиеся в раздельных, но смежных камерах, были найдены мёртвыми. По заключению следствия, причиной смерти обоих стало самоубийство: преступники либо повесились на простынях, либо (по другой, менее распространённой версии) приняли яд.
В версии о самоубийстве сразу усомнился адвокат Мугала Фейсал Наджиб Чаудхри: несмотря на то, что  его подзащитный, находясь под стражей, действительно пытался покончить с собой более десятка раз, Чаудхри сообщил, что незадолго до смерти Мугал поделился с ним опасениями быть убитым в тюрьме. Сам факт, что двое содержавшихся раздельно заключённых одновременно свели счёты с жизнью, был воспринят многими следователями и особенно независимыми авторами как маловероятный. Халид Сохаил, навещавший Мугала в камере, отмечал, что потолки в ней были слишком высокими и не располагали ни крюками, ни любыми другими выступами, чтобы человек мог повеситься самостоятельно.
Сомнения косвенно подтвердили результаты вскрытия: на шеях погибших имелись отчётливые следы удушения. Зажившие раны на теле Мугала свидетельствовали о том, что он подвергался в тюрьме побоям. Охранник, дежуривший в тюрьме в ночь с 8 на 9 октября, по собственному утверждению, в момент гибели заключённых спал и ничего не слышал. Обстоятельства смерти Мугала так и остались нераскрытыми; неофициально считается, что над ним и его сообщником был устроен самосуд.
Семья Мугала отказалась забирать его тело. Как заявили братья маньяка Парвиз и Саид, Джавед Икбал умер для них в тот день, когда признался в убийстве ста детей.

## В массовой культуре

### Документальный кинематограф
- «The Man Who Killed 100 Boys»[58] (Великобритания);
- «Untold Stories of Pakistani Serial Killers»[59] (Пакистан).

### Художественный кинематограф
- «Khayaban» — короткометражный фильм[60];
- «Javed Iqbal: The Untold Story of A Serial Killer» — пакистанский фильм 2022 года. За несколько дней до выхода в кинотеатры был снят с проката цензорами. В дальнейшем фильм всё же был показан, в сокращении и с изменённым названием («Kukri»)[61].